# ملعب علي الزواوي
ملعب علي الزواوي ملعب رياضي متعدد الاختصاصات يقع بمدينة القيروان.
كان يحتضن مباريات كرة القدم التي تجريها الشبيبة الرياضية القيروانية إلى أن تم بناء ملعب حمدة العواني سنة 1999. سمي على اسم الاقتصادي والمسيّر الرياضي أصيل القيروان علي الزواوي.